# Pałac w Koszęcinie
Pałac w Koszęcinie – zespół pałacowy w stylu klasycystycznym położony w centrum miejscowości Koszęcin w powiecie lublinieckim. Obecna siedziba Zespołu Pieśni i Tańca „Śląsk”.

## Historia

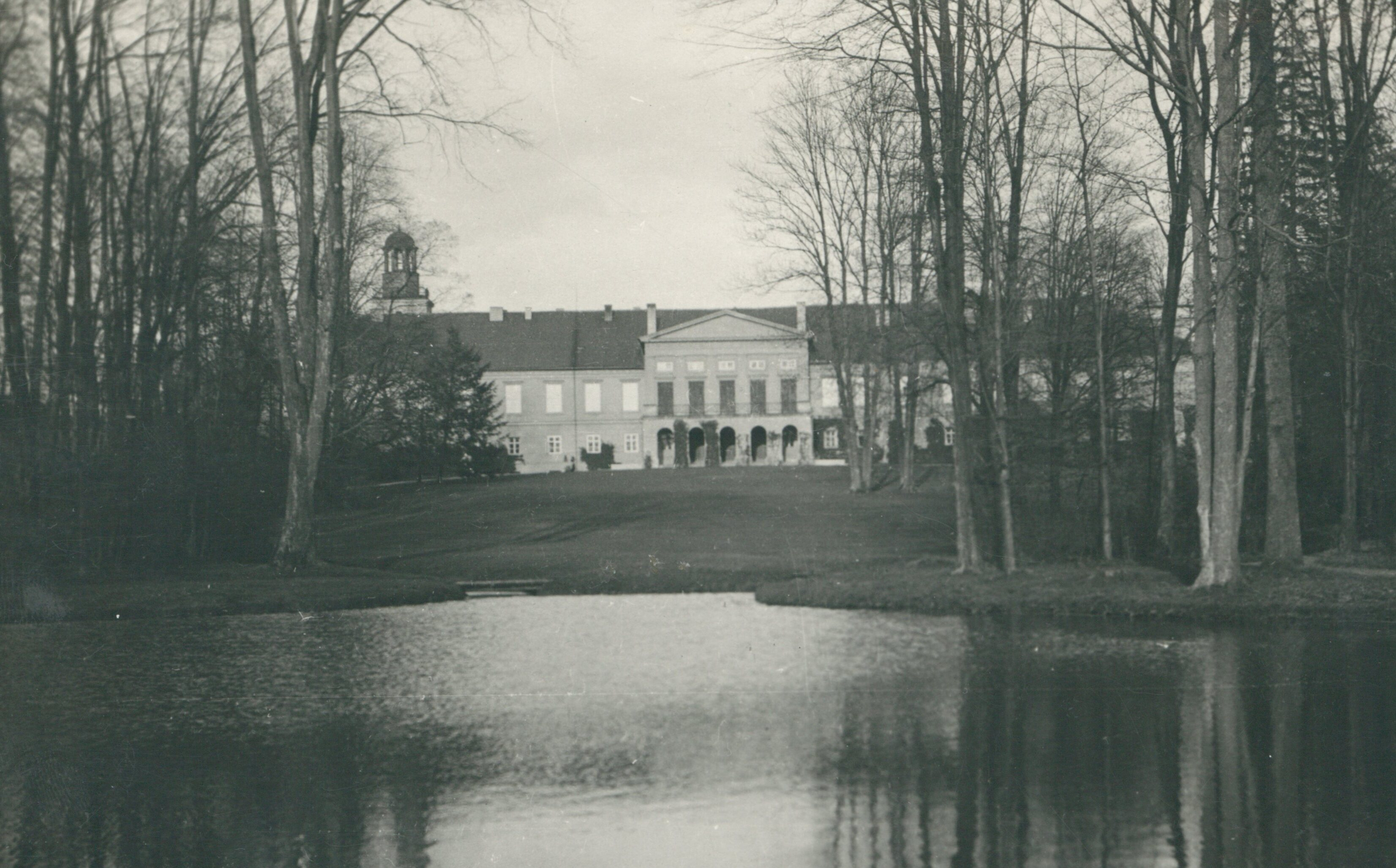
Widok pałacu przed 1931

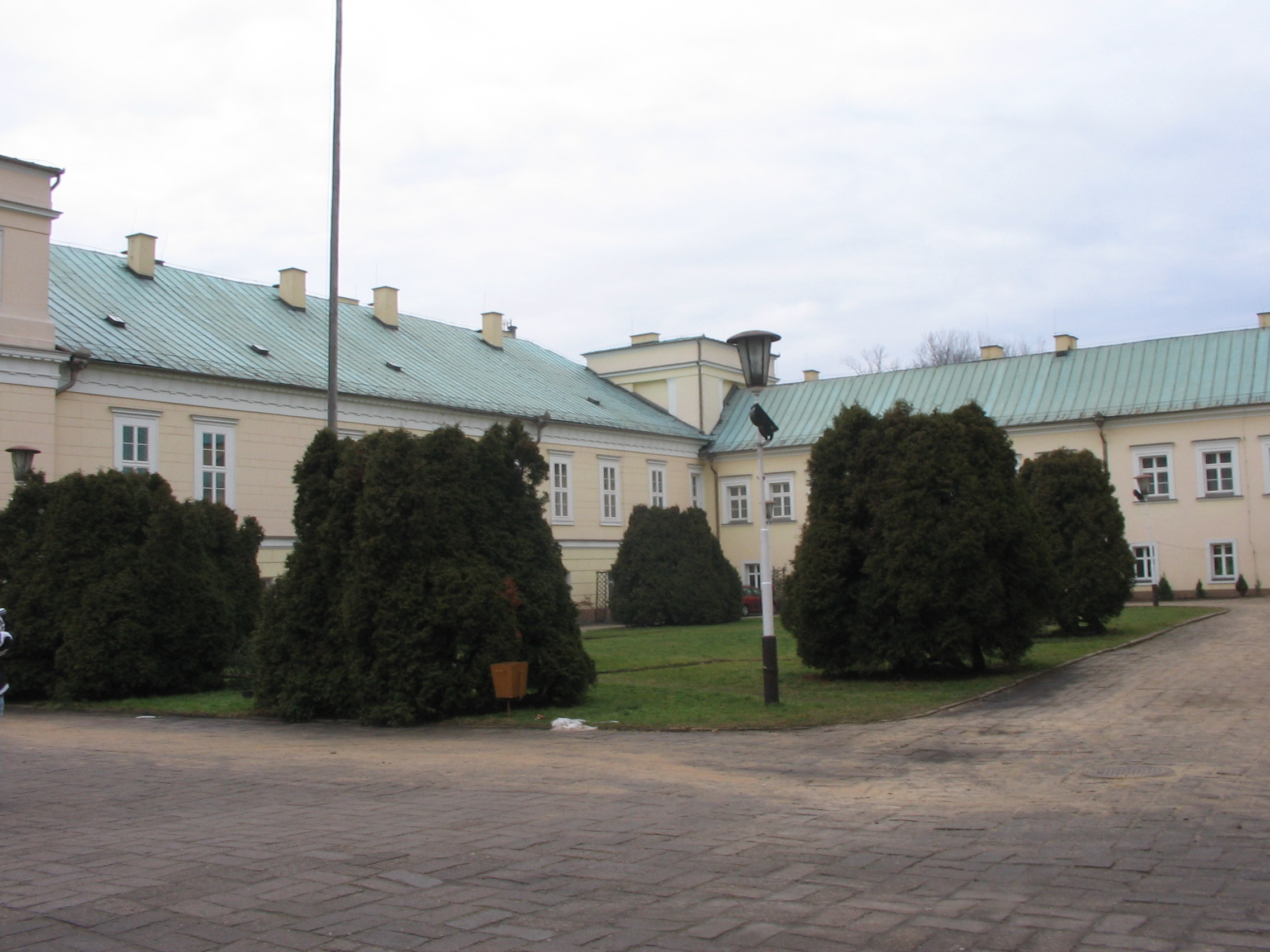
Dziedziniec pałacu (2004)

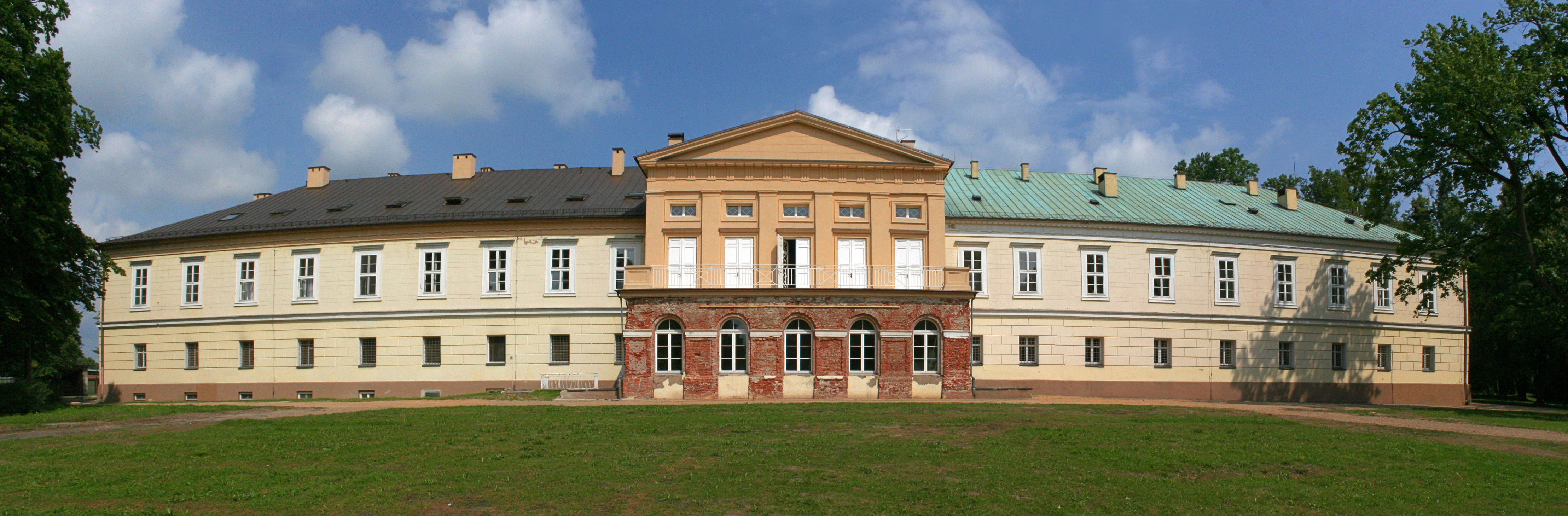
Pałac od strony parku (2009)

Pierwsza wzmianka historyczna o Koszęcinie pochodzi z 1275 roku. Mówiono wtedy o osiedlu mieszkalnym okrążonym błotnymi stawami i bagnami porośniętymi wikliną, a wikliniarstwo stanowiło główne zajęcie mieszkańców tych terenów. Ich wyroby cieszyły się popularnością w całej ówczesnej Europie. Istnieją jednak wiarygodne przypuszczenia, że miejscowość Koszęcin znana już była znacznie wcześniej. Do czasów przedchrześcijańskich odsyła nas legenda wspominająca księcia Gosława Koszeńskiego i jego córkę Przesławę - znaną dziś z opowieści o Białej Damie.
Siedzibą właścicieli z Koszęcina był z początku drewniany zamek, który spłonął na początku XVII wieku, podpalony przez lisowczyków. Na przestrzeni wieków koszęciński pałac przechodził z rąk do rąk. W 1609 roku Andrzej Kochcicki rozpoczął budowę murowanej kaplicy i pałacu, którą zakończył Filip von Rauthen. Za czasów panowania na koszęcińskim zamku Mikołaja Filipa von Rauthen gościł tu Jan Sobieski wraz z dworem, a jego żona Marysieńka rezydowała w pałacu gdy Jan Sobieski udał się pod Wiedeń na wyprawę przeciw Turkom. U schyłku XVII wieku majątek przejęła rodzina Sobków. Po 1774 roku władała nim hrabina von Dyhern, by w 1798 pałac znów przejęła korona cesarska. Od wiosny 1805 do stycznia 1945 roku posiadłość była własnością książęcego rodu Hohenlohe - Ingelfingen. Ludwik Filip von Hohenlohe – Ingelfingen rozpoczął w 1829 roku przebudowę pałacu w stylu późnoklasycystycznym. W takim kształcie zachował się on do dziś. Z okresu tego ocalały malowidła ścienne i niektóre elementy wystrojów sal oraz epitafia nagrobne mieszczce się w Kaplicy Zamkowej. Ostatni właściciel pałacu Karol Gotfried, wyemigrował do Austrii, gdzie zmarł bezpotomnie.
Od 1953 roku pałac jest siedzibą Zespołu Pieśni i Tańca „Śląsk” im. Stanisława Hadyny. Tutaj toczy się całe życie Zespołu, w pałacowych salach odbywają się zajęcia artystyczne, koncerty kameralne i imprezy okolicznościowe, w zabytkowych wnętrzach mieszczą się biura Instytucji.
Pałac w Koszęcinie zaliczony został do I kategorii zabytków. Jest to jeden z największych w Polsce zespołów pałacowych z okresu neoklasycyzmu. Pałac jest budowlą składająca się z trzech niesymetrycznych skrzydeł. Najpiękniejsze – zachodnie – mieści Salę Balową i wychodzący na park taras, a także tzw. Salę Zieloną, w której zachował się empirowy, okrągły piec kaflowy. W wyniku przeprowadzonych w 1999 roku badań radarowych ustalono, że najstarszą częścią zabudowań pałacowych jest jego północne skrzydło – odkryto tu kamienie pochodzące z XVI wieku. Nieczynna od 1945 roku kaplica pałacowa pod wezwaniem Matki Boskiej Wniebowziętej i Świętych Męczenników Dionizego i Witalisa, w 2001 roku została wyremontowana, stając się Kameralną Salą Koncertową „Śląska”.
Chór i orkiestra Zespołu mogą przyjmować w tej sali swoją publiczność, to tutaj odbywają się kameralne koncerty okolicznościowe podczas imprez organizowanych w siedzibie „Śląska”. W podziemiach dawnej kaplicy spoczywają członkowie rodu Hohenlohe – Ingelfingen, m.in. Adolf zu Hohenlohe-Ingelfingen.
W obrębie kompleksu pałacowo – parkowego znajduje się także Pawilon im. Elwiry Kamińskiej, który w czasach książęcego panowania służył jako ujeżdżalnia pałacowa. Natomiast dawny budynek folwarczny z końca XIX wieku służy dziś jako Dom Pracy Twórczej im. Adolfa Dygacza. Tam też udostępniono dla zwiedzających Izbę Pamięci Zespołu „Śląsk”, w której znajduje się ekspozycja stała śląskich strojów ludowych oraz pamiątek z licznych tourne Zespołu.
Na dziedzińcu pałacu stoi „Ławeczka profesorska” - pomnik Profesora Stanisława Hadyny, założyciela Zespołu i jego wieloletniego dyrektora. Profesor siedzi na ławeczce, pali fajkę i trzyma w ręku nuty słynnej pieśni „Helokanie”. Pomnik stoi na dziedzińcu od 2006 roku.
Pałac otacza park krajobrazowy, założony w połowie XIX wieku. W jego zachodniej części znajduje się malownicze oczko wodne. Rosną tu lipy drobnolistne, kasztanowce, klony i buki zwyczajne, jawory, jesiony wyniosłe i dęby szypułkowe. Jest też parę drzew egzotycznych: sosna wejmutka, kanadyjska i czarna, choina kanadyjska, platan klonolistny i jesion amerykański. Wiele z tych okazów to pomniki przyrody.

## Galeria

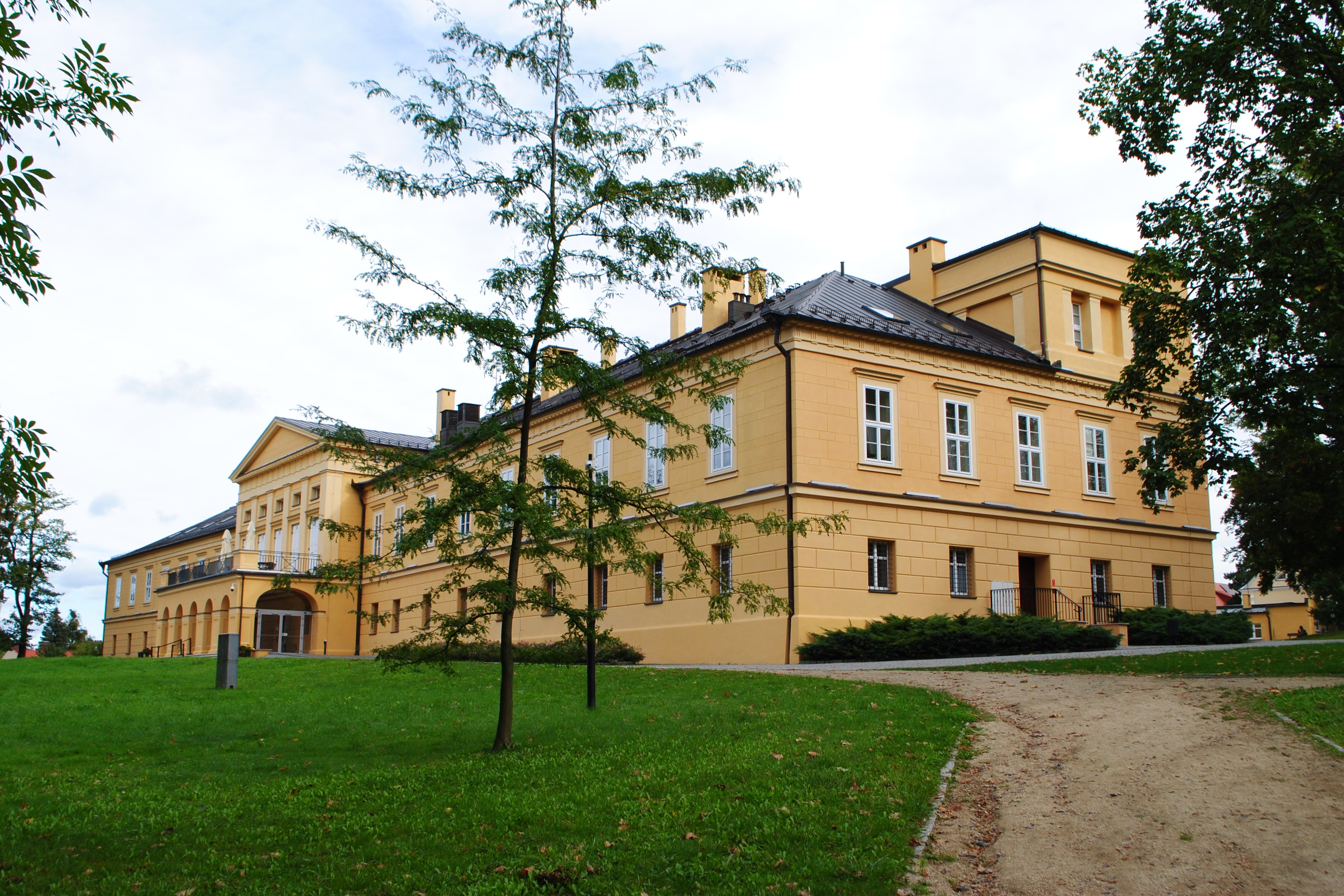
Pałac od strony południowo-zachodniej (2024)
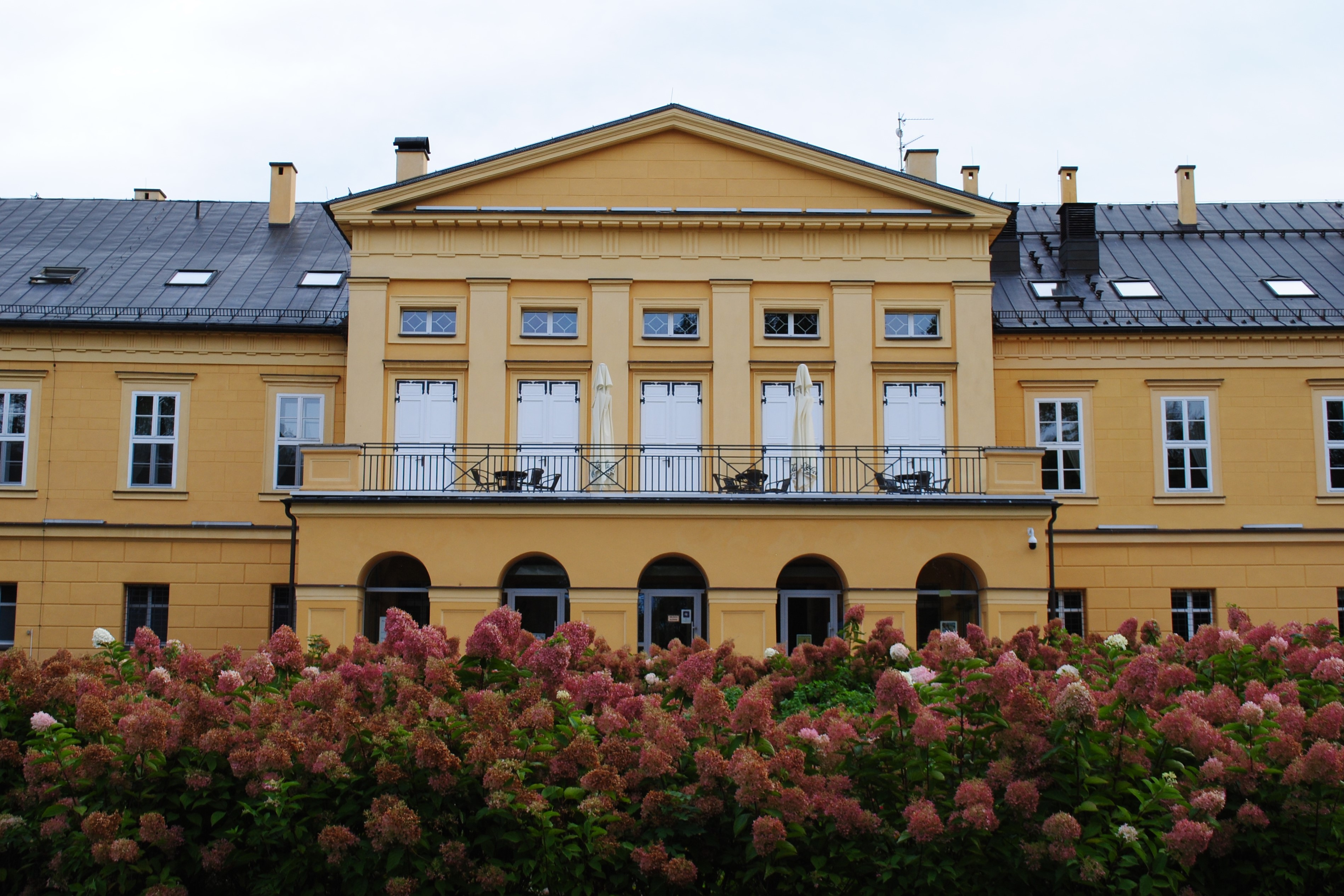
Ryzalit pałacu od strony zachodniej (2024)
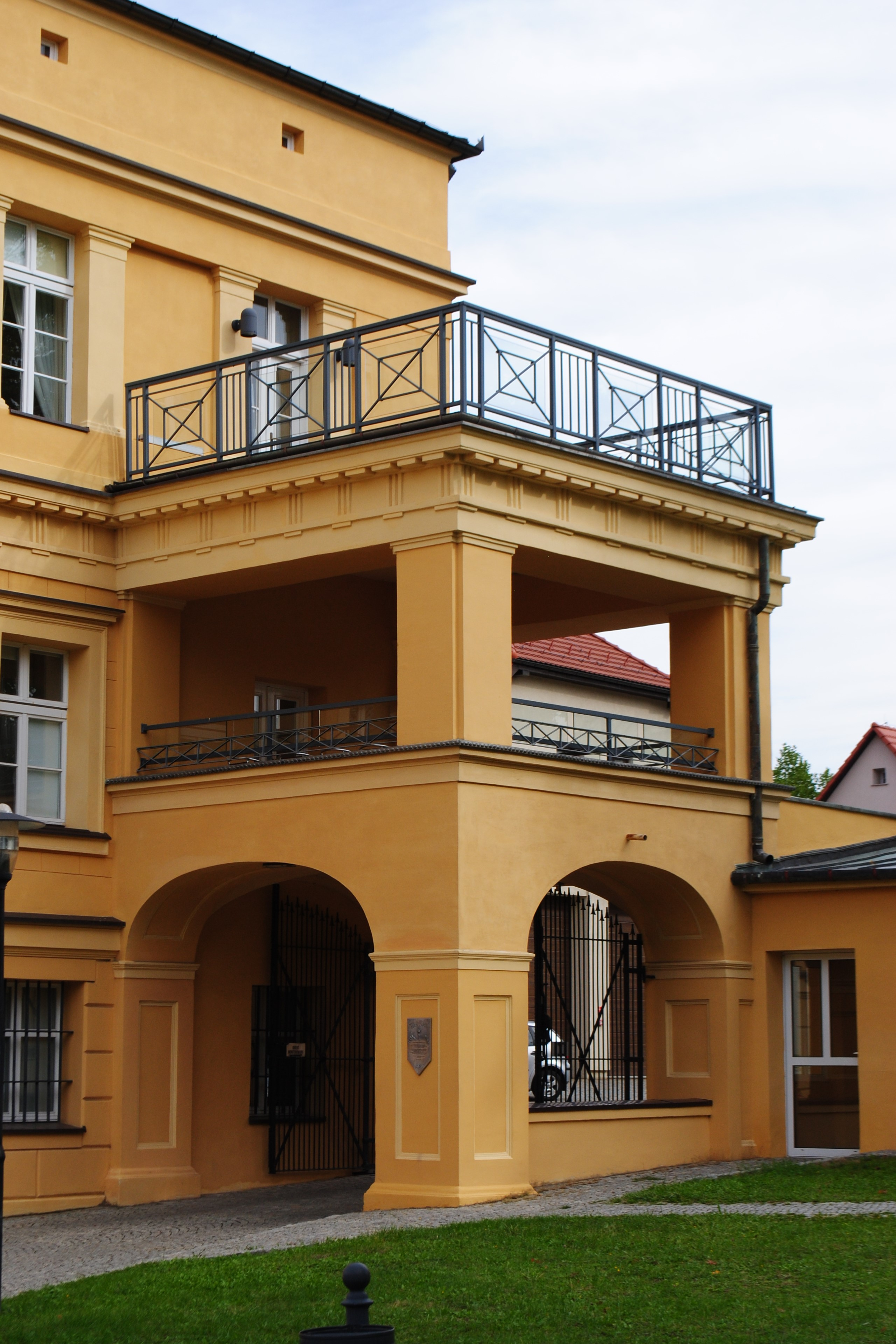
Brama wjazdowa na dziedziniec (2024)
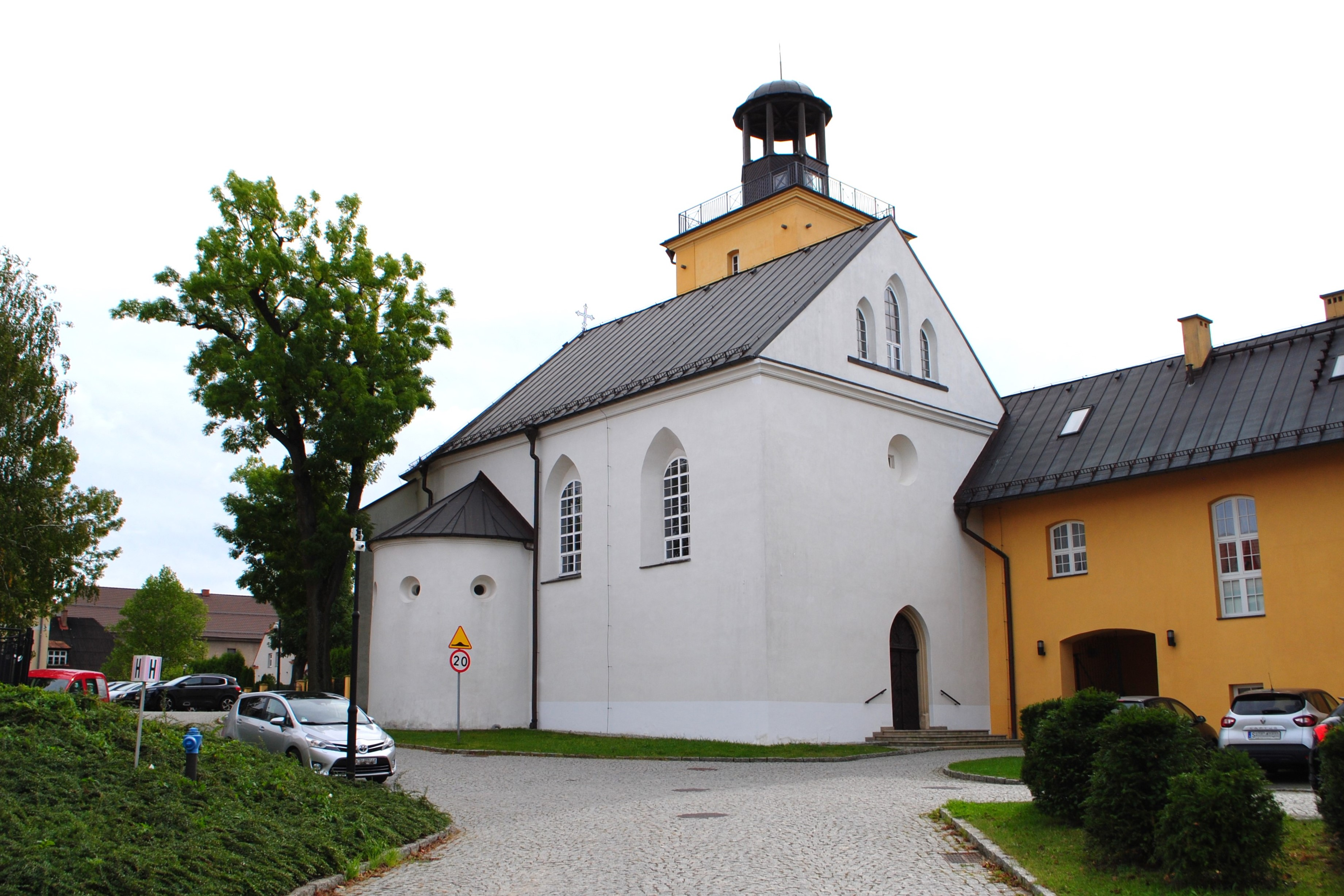
Kaplica pałacowa (2024)
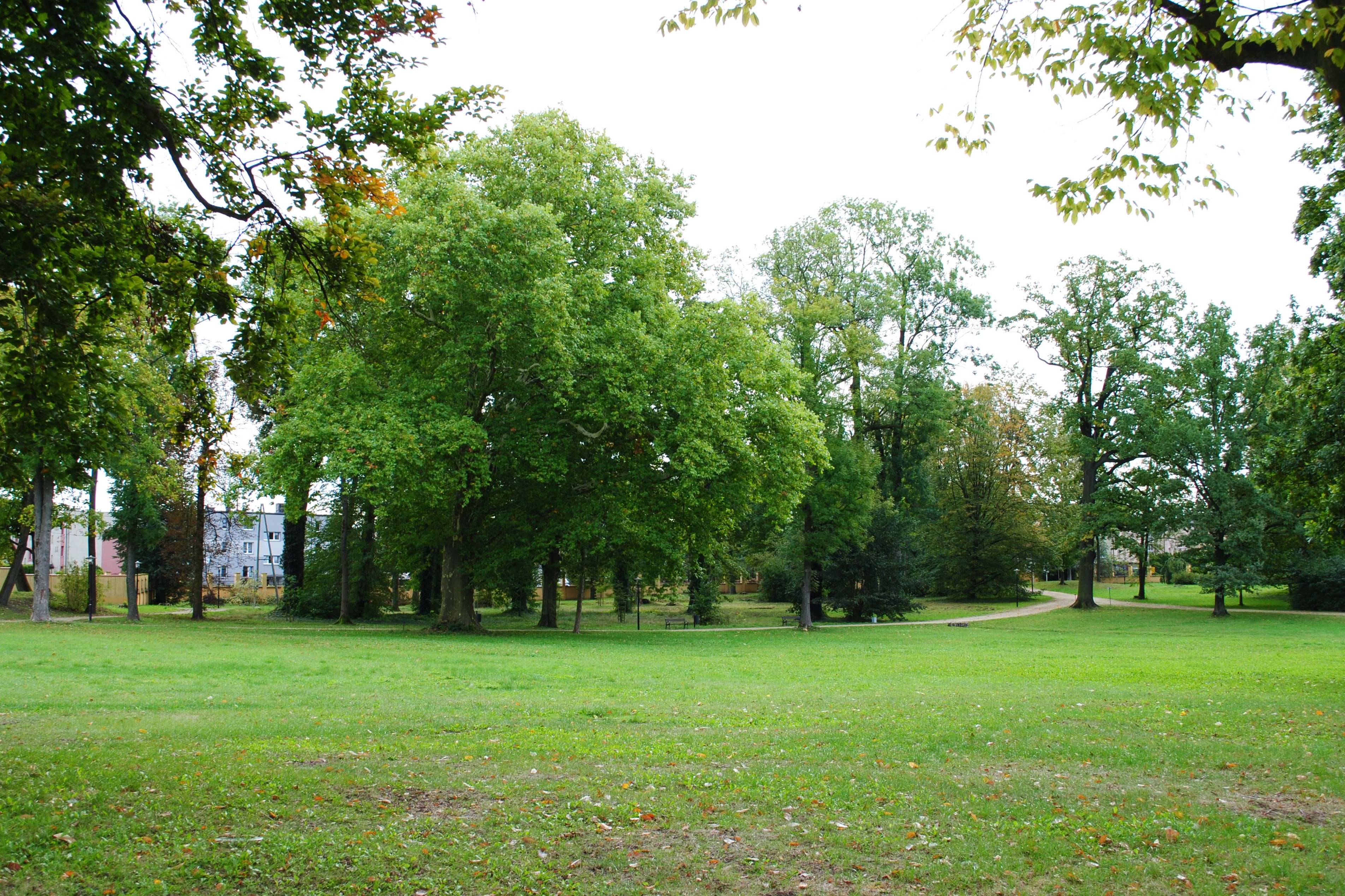
Fragment parku pałacowego (2024)
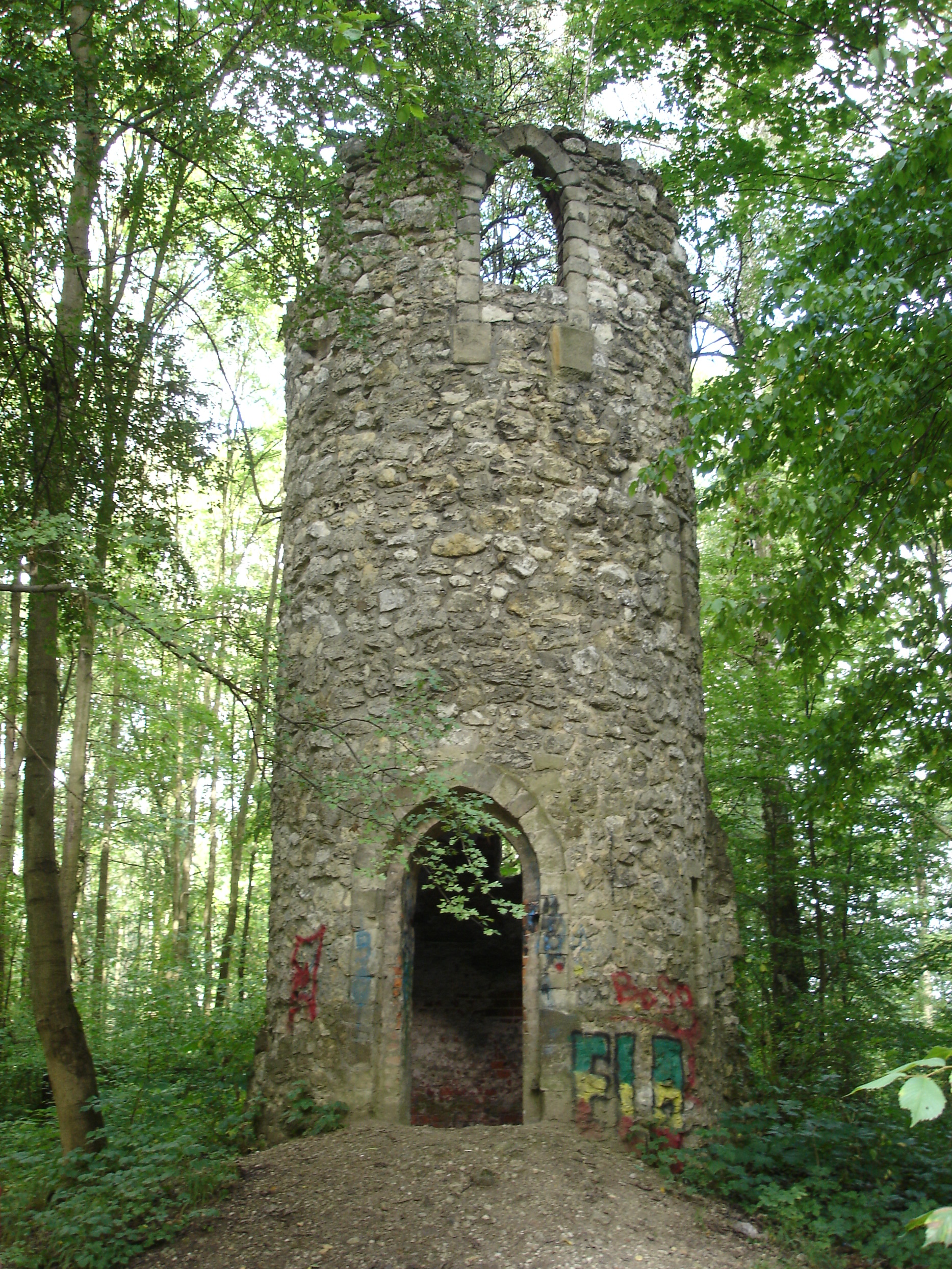
Ruiny baszty obserwacyjnej w parku pałacowym (2019)